# پلی‌استیشن پروداکشنز
پلی‌استیشن پروداکشنز، ال‌ال‌سی (به انگلیسی: PlayStation Productions, LLC) یک شرکت تولید آثار نمایشی آمریکایی متعلق به سونی اینتراکتیو انترتینمنت است.

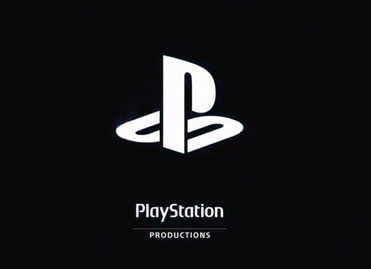
لوگوی پلی‌استیشن پروداکشنز در تیتراژ پایانی

## آثار لایو اکشن

### فیلم‌ها

#### منتشر شده
| عنوان       | تاریخ انتشار  | بر اساس                         | کارگردان         | تولید مشترک با                                   | توزیع‌شده توسط        |
| ----------- | ------------- | ------------------------------- | ---------------- | ------------------------------------------------ | -------------------- |
| آنچارتد     | ۱۸ فوریه ۲۰۲۲ | آنچارتد از ناتی داگ             | روبن فلیشر       | کلمبیا پیکچرز اطلس انترتینمنت ای۲ پروداکشنز      | سونی پیکچرز ریلیزینگ |
| گرن توریسمو | ۲۵ اوت ۲۰۲۳   | گرن توریسمو از پولی‌فونی دیجیتال | نیل بلومکمپ      | کلمبیا پیکچرز ۲٫۰ انترتینمنت                     | سونی پیکچرز ریلیزینگ |
| آنتیل داون  | ۲۵ آوریل ۲۰۲۵ | آنتیل داون از سوپرمسیو گیمز     | دیوید اف. سندبرگ | اسکرین جمز ورتیگو انترتینمنت کوین آپریتد مانگاتا | سونی پیکچرز ریلیزینگ |

#### در حال ساخت
| عنوان                        | تاریخ انتشار    | بر اساس                            | تولید مشترک با                                      | توزیع‌شده توسط        |
| ---------------------------- | --------------- | ---------------------------------- | --------------------------------------------------- | -------------------- |
| ریبوت بدون عنوان رزیدنت ایول | ۱۸ سپتامبر ۲۰۲۶ | رزیدنت ایول از کپ‌کام               | کلمبیا پیکچرز کنستانتین فیلم ورتیگو انترتینمنت      | سونی پیکچرز ریلیزینگ |
| روزهای از دست رفته           | نامعلوم         | روزهای از دست رفته از استودیو بند  | وندتا پروداکشنز                                     | نامعلوم              |
| شبح تسوشیما                  | نامعلوم         | شبح تسوشیما از ساکر پانچ پروداکشنز | کلمبیا پیکچرز ۸۷ نورث پروداکشنز ساکر پانچ پروداکشنز | سونی پیکچرز ریلیزینگ |
| گراویتی راش                  | نامعلوم         | گراویتی راش از استودیو ژاپن        | اسکات فری پروداکشنز                                 | نامعلوم              |
| هل‌دایورز                     | نامعلوم         | هل دایورز از آروهد گیمز            | نامعلوم                                             | سونی پیکچرز ریلیزینگ |
| هورایزن زیزو داون            | نامعلوم         | هورایزن زیرو داون از گوریلا گیمز   | کلمبیا پیکچرز                                       | سونی پیکچرز ریلیزینگ |
| ادامهٔ بدون عنوان آنچارتد     | نامعلوم         | آنچارتد از ناتی داگ                | کلمبیا پیکچرز اطلس انترتینمنت ای۲ پروداکشنز         | سونی پیکچرز ریلیزینگ |

### مجموعه‌های تلویزیونی

#### منتشر شده
| مجموعه               | فصل(ها) | تاریخ انتشار در ایالات متحده | تاریخ انتشار در ایالات متحده | بر اساس                                     | شورانر(ها)           | تولید مشترک با                                   | توزیع‌شده توسط | وضعیت                              |
| مجموعه               | فصل(ها) | اولین انتشار                 | آخرین انتشار                 | بر اساس                                     | شورانر(ها)           | تولید مشترک با                                   | توزیع‌شده توسط | وضعیت                              |
| -------------------- | ------- | ---------------------------- | ---------------------------- | ------------------------------------------- | -------------------- | ------------------------------------------------ | ------------- | ---------------------------------- |
| آخرین بازمانده از ما | ۲       | ۱۵ ژانویه ۲۰۲۳               | اکنون                        | آخرین بازمانده از ما از ناتی داگ            | کریگ مازن نیل دراکمن | سونی پیکچرز تله‌ویژن ناتی داگ ورد گیمز مایتی مینت | اچ‌بی‌او        | تمدید شده                          |
| فلز درهم‌تنیده        | ۱       | ۲۷ ژوئیه ۲۰۲۳                | اکنون                        | فلز درهم‌تنیده از سونی اینتراکتیو انترتینمنت | مایکل جاناتان اسمیت  | سونی پیکچرز تلویژن آرتیستز فرست الکتریک اونیو    | پیکاک         | فصل دوم در ۳۱ ژوئیه ۲۰۲۵ پخش می‌شود |

#### در حال ساخت
| مجموعه   | تاریخ انتشار در ایالات متحده | بر اساس                         | شورانر(ها) | تولید مشترک با      | توزیع توسط         | منبع(ها) |
| -------- | ---------------------------- | ------------------------------- | ---------- | ------------------- | ------------------ | -------- |
| خدای جنگ | نامعلوم                      | خدای جنگ از استودیو سنتا مونیکا | رونالد مور | سونی پیکچرز تله‌ویژن | آمازون پرایم ویدئو | [ ۵ ]    |

## انیمیشن‌ها

### انیمه

#### در حال ساخت
| مجموعه              | تاریخ انتشار | استودیو       | بر اساس                                    | عوامل                                            | تولید مشترک با                | توزیع توسط | منبع(ها) |
| ------------------- | ------------ | ------------- | ------------------------------------------ | ------------------------------------------------ | ----------------------------- | ---------- | -------- |
| شبح تسوشیما: اساطیر | ۲۰۲۷         | کامی‌کازه دوگا | شبح تسوشیما: اساطیر از ساکر پانچ پروداکشنز | تاکانوبو میزونو (کارگردان) گن اوروبوچی (نویسنده) | کرانچی‌رول انیپلکس سونی میوزیک | کرانچی‌رول  | [ ۶ ]    |